# Tec-Mec F415
Tec-Mec F415 – samochód Formuły 1, zaprojektowany przez Valerio Colottiego oraz Piero Drogo, skonstruowany przez Tec-Mec na sezon 1959. Samochód wziął udział w jednym Grand Prix Formuły 1.

## Historia
W 1958 roku, po wycofaniu Maserati z Formuły 1, specjalista tej firmy w zakresie nadwozi i skrzyń biegów, Valerio Colotti, opuścił firmę i z finansowym wsparciem Amerykanina Toma Meeda założył przy współpracy z kierowcą wyścigowym Giorgio Scarlattim w Modenie firmę Studio Tecnica Meccanica. Colotti, który pracował nad Maserati 250F i budował również skrzynie biegów dla Coopera, zaprojektował samochód napędzany tym samym silnikiem co 250F. Colotti rozpoczął prace nad nowym samochodem w garażu Giuseppe Consoliego, byłego mechanika Maserati. Gdy projekt postępował w czasie, zaczął finansować go także Gordon Pennington, nakłoniony przez szwajcarskiego dziennikarza motoryzacyjnego Hansa Tannera, który także był zaangażowany w Tec-Mec. Wkrótce później doszło w firmie do konfliktu na tle własnościowym, w wyniku którego opuścili ją Colotti i Scarlatti. Samochód rozwijał Consoli. Model F415 został ukończony późnym latem 1959 roku i był testowany przez Boba Saida, Piero Drogo (późniejszego projektanta modelu), Jo Bonniera i Scarlattiego.
Tec-Mec F415 był rozwinięciem modelu 250F i został zbudowany wokół lekkiego nadwozia ze stalowej kratownicy przestrzennej, na której osadzono aluminiową (według plotek początkowo magnezową) karoserię, dzięki czemu samochód ważył około 550 kg. Samochód był wyposażony również w zębatkowy układ kierowniczy i hamulce tarczowe Girling na wszystkich czterech kołach. Na niezależne przednie zawieszenie składały się podwójne wahacze (zamiast osi De Dion stosowanej w 250F), sprężyny śrubowe, regulowane amortyzatory, stabilizator poprzeczny, a na tylne – poprzeczne resory piórowe. Pięciobiegowa ręczna skrzynia biegów przenosiła moc na tylne koła. Samochód był napędzany silnikiem Maserati 250F1 DOHC o pojemności 2493 cm³ i mocy 265 KM przy 7800 rpm. Zbiornik paliwa był umieszczony za kierowcą.
Samochód nie był gotowy, aby ścigać się w Grand Prix Włoch, postanowiono go zatem wystawić na Grand Prix Stanów Zjednoczonych. W tym okresie Tanner i Pennington zakończyli współpracę, a samochód stał się własnością Penningtona. Kierowcą został młody Brazylijczyk Fritz d’Orey, w 1959 roku ścigający się w Europie samochodami Formuły Junior i GT. Wziął udział również w dwóch Grand Prix Formuły 1, ścigając się Maserati 250F w barwach Scuderia Centro Sud. D'Orey był dobrze znany Penningtonowi, ponieważ mieszkał w Modenie i ścigał się jego Ferrari 250GT. W Grand Prix USA Brazylijczyk zakwalifikował się na 17 miejscu (na 19 startujących). Z wyścigu wycofał się na siódmym okrążeniu z powodu wycieków oleju.
Nie wiadomo, czy po Grand Prix USA samochód brał udział w jakichkolwiek zawodach.

## Wyniki w Formule 1
| Legenda oznaczeń w tabelach wyników Wyświetl szablon na nowej stronie | Legenda oznaczeń w tabelach wyników Wyświetl szablon na nowej stronie                                                                     |
| Oznaczenie                                                            | Wyjaśnienie |
| --------------------------------------------------------------------- | --- |
| Złoty                                                                 | Zwycięzca lub mistrzostwo |
| Srebrny                                                               | 2. miejsce lub wicemistrzostwo |
| Brązowy                                                               | 3. miejsce lub II wicemistrzostwo |
| Zielony                                                               | Ukończył, punktował (w klasyfikacji generalnej, gdy zdobył co najmniej jeden punkt na przestrzeni sezonu, poza trzema powyższymi opcjami) |
| Niebieski                                                             | Ukończył, nie punktował (w klasyfikacji generalnej, gdy nie zdobył co najmniej jednego punktu na przestrzeni sezonu)                      |
| Czerwony                                                              | Nie zakwalifikował się (NZ) |
| Czerwony                                                              | Nie prekwalifikował się (NPK) |
| Różowy                                                                | Nie ukończył (NU) |
| Różowy                                                                | Niesklasyfikowany (NS) (w klasyfikacji generalnej, gdy nie został sklasyfikowany w żadnym wyścigu sezonu)                                 |
| Czarny                                                                | Zdyskwalifikowany (DK) |
| Czarny                                                                | Wykluczony (WYK/EX) |
| Biały                                                                 | Nie wystartował (NW) |
| Biały                                                                 | Kontuzjowany (K/INJ) |
| Biały                                                                 | Wyścig odwołany (OD/C) |
| Bez koloru                                                            | Został wycofany (WYC/WD) |
| Bez koloru                                                            | Nie przybył (NP/DNA) |
| Bez koloru                                                            | Nie brał udziału w treningach (NT/DNP) |
| Bez koloru                                                            | Nie został zgłoszony (–) |
| Pogrubienie                                                           | Start z pole position |
| Kursywa                                                               | Najszybsze okrążenie wyścigu |
| †                                                                     | Nie ukończył, ale jego rezultat został zaliczony ze względu na przejechanie więcej niż 90% dystansu wyścigu.                              |
| *                                                                     | Sezon w trakcie |
| 1/2/3                                                                 | Punktowana pozycja w sprincie kwalifikacyjnym                                                                                             |
| Lista systemów punktacji Formuły 1                                    | |

| Sezon | Zespół                 | Silnik   | Kierowcy     | Wyniki w poszczególnych eliminacjach | Wyniki w poszczególnych eliminacjach | Wyniki w poszczególnych eliminacjach | Wyniki w poszczególnych eliminacjach | Wyniki w poszczególnych eliminacjach | Wyniki w poszczególnych eliminacjach | Wyniki w poszczególnych eliminacjach | Wyniki w poszczególnych eliminacjach | Wyniki w poszczególnych eliminacjach | Wyniki kierowców | Wyniki kierowców | Wyniki konstruktora | Wyniki konstruktora |
| 1959  |                        |          |              | Monako                               | Stany Zjednoczone                    | Holandia                             | Francja                              | Wielka Brytania                      | Niemcy                               | Portugalia                           | Włochy                               | Stany Zjednoczone                    | Pkt.             | Msc.             | Pkt.                | Msc.                |
| ----- | ---------------------- | -------- | ------------ | ------------------------------------ | ------------------------------------ | ------------------------------------ | ------------------------------------ | ------------------------------------ | ------------------------------------ | ------------------------------------ | ------------------------------------ | ------------------------------------ | ---------------- | ---------------- | ------------------- | ------------------- |
| 1959  | Camoradi International | Maserati | Fritz d’Orey | -                                    | -                                    | -                                    | -                                    | -                                    | -                                    | -                                    | -                                    | NU                                   | 0                | 34               | 0                   | NS                  |